# Proliv Volzhskij
Proliv Volzhskij (englische Transkription von russisch Пролив Волжский Proliw Wolschski) ist eine Meerenge vor der Ingrid-Christensen-Küste des ostantarktischen Prinzessin-Elisabeth-Lands. Im südlichen Teil der Rauer-Inseln in der Prydz Bay trennt sie in südwest-nordöstlicher Ausrichtung Varyag Island im Nordwesten von Ranvik Island im Südosten.
Russische Wissenschaftler nahmen die Benennung vor. Der weitere Benennungshintergrund ist nicht überliefert.